# 30146 Decandia
30146 Decandia este un asteroid din centura principală de asteroizi.

## Descriere
30146 Decandia este un asteroid din centura principală de asteroizi. A fost descoperit pe 5 aprilie 2000 la Socorro, New Mexico, în cadrul proiectului LINEAR. Asteroidul prezintă o orbită caracterizată de o semiaxă mare de 3,15 ua, o excentricitate de 0,15 și o înclinație de 0,7° în raport cu ecliptica.